# Paul Hamann

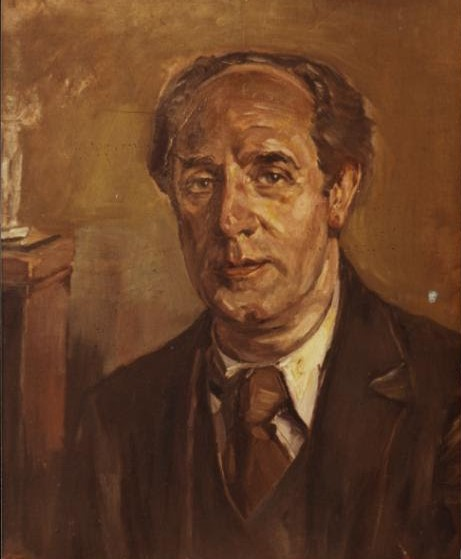
Kurt Schwitters: Porträt Paul Hamann im Hutchinson Internment Camp, 1941

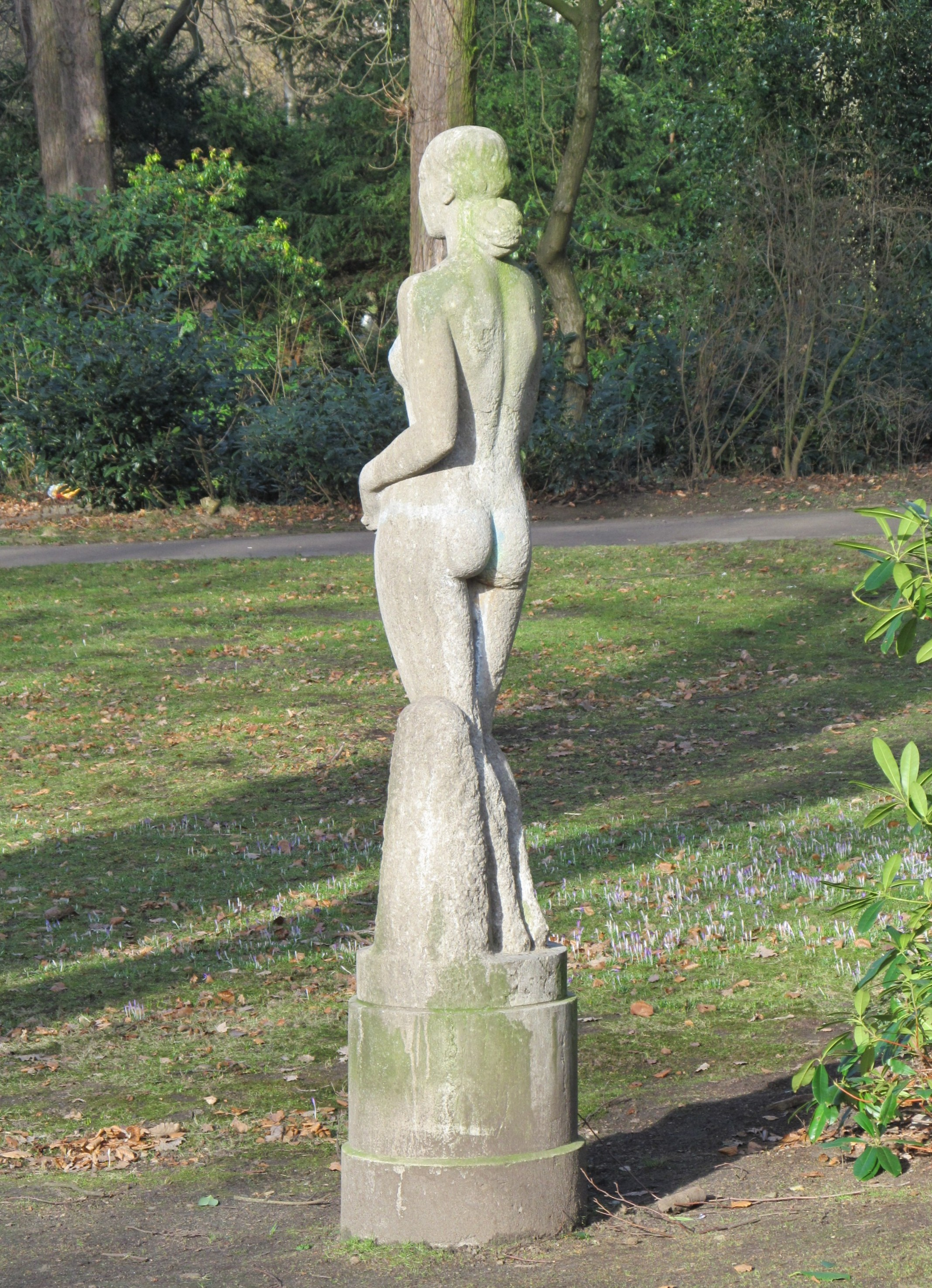
Skulptur Jungfrau im Hammer Park in Hamburg

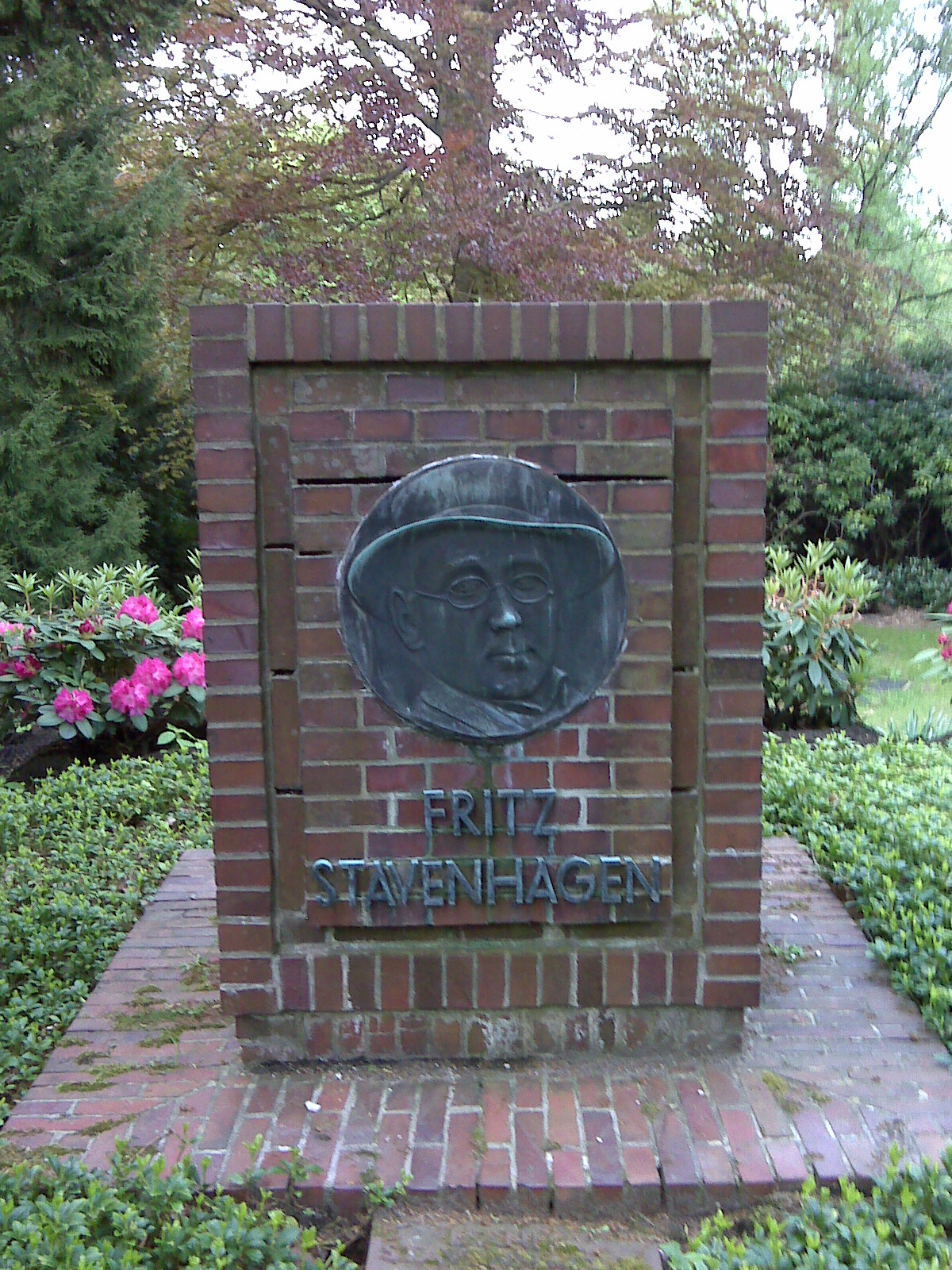
Medaillon von 1926 am Grabmal Fritz Stavenhagen, Friedhof Ohlsdorf

Paul Hamann (* 18. Dezember 1891 in Hamburg; † 16. Januar 1973 in London) war ein deutscher Bildhauer, Zeichner und Grafiker, der nach seiner Emigration die britische Staatsangehörigkeit annahm. Er wurde insbesondere mit seinen Lebendmasken bekannt.

## Erste Jahre
Paul Hamann besuchte von 1910 bis 1914 die Landeskunstschule in Hamburg bei dem Bildhauer Richard Luksch. Während dieser Zeit bekam er die Gelegenheit, eine Assistenz bei Auguste Rodin in Paris zu absolvieren. 1914 wurde Hamann zum Kriegsdienst eingezogen und als Mappenzeichner an die Fronten in Ost und West befohlen.
Nach Kriegsende etablierte Paul Hamann sich in Hamburg am Mundsburger Damm 59 als freischaffender Künstler. 1919 zählte er zu den Mitgründern der Künstlergemeinschaft Hamburgische Sezession, der er bis zu ihrer Auflösung 1933 angehörte. Zusätzlich wurde er Mitglied bei der Hamburgischen Künstlerschaft, agierte als Vorsitzender des Vereins Künstlerfest Hamburg und arbeitete als Dozent an der Landeskunstschule. Er fertigte abstrakte Holzschnitzereien, Kleinplastiken, Porträts und lebensgroße Skulpturen – vorwiegend weibliche Akte – für Gärten und Parks. Die meisten seiner Frühwerke haben den Krieg nicht überlebt. 1920 heiratete er seine Schülerin, die Malerin Hilde Guttmann. 1924 gründete er die deutsch-französische Freundschaftsgruppe Groupe artistique franco-allemand.
1926 entwickelte Paul Hamann ein schonendes Verfahren zur Abnahme von Lebendmasken, das die bisher zeitraubenden und schmerzhaften Verfahren der Gipsabdrücke erheblich verbesserte und Totenmasken vorwegnehmen konnte. Sein Ziel war es, nach diesen Lebendmasken eine Galerie von Porträtbüsten bedeutender Zeitgenossen zu schaffen.
Bis 1926 lebten die Hamanns abwechselnd in Hamburg und in ihrem Bauernhaus in Worpswede. Im selben Jahr zogen sie nach Berlin in die Künstlerkolonie am Breitenbachplatz. Paul Hamann pflegte Verbindung zur Novembergruppe, einer Künstlervereinigung, die sich ihren Namen nach der Novemberrevolution von 1918 gewählt hatte und die keinen einheitlichen Kunststil pflegte, jedoch avantgardistischen Strömungen wie Kubismus, Futurismus und Expressionismus nahe stand. Engere Kontakte bestanden zu Ernesto de Fiori, Hermann Haller und Renée Sintenis. Auf Einladung des Diplomaten Sir Harold Nicolson besuchte Paul Hamann mehrmals für längere Zeit London.
Bereits 1932 zeigte die Novembergruppe erste Auflösungserscheinungen, der Druck der Nationalsozialisten auf die Kulturszene machte sich bemerkbar. Nach der Machtergreifung wurde die Künstlervereinigung gezwungen, ihre Arbeit einzustellen.

## Emigration

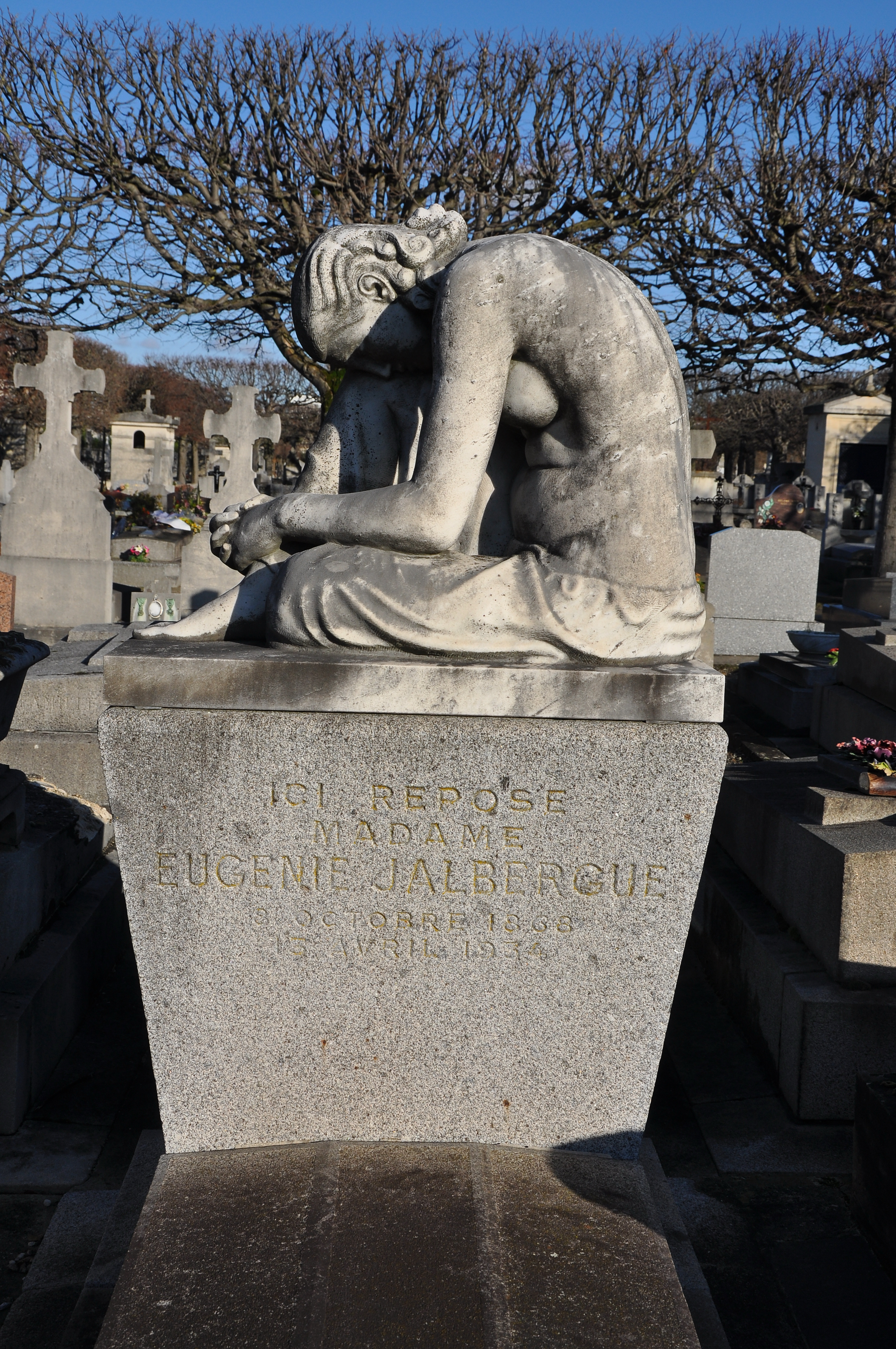
Grabmal in Paris

Das einseitige Kunstverständnis der neuen Machthaber und der jüdische Hintergrund ihrer Familien zwangen Paul und Hilde Hamann zur Emigration. Sie gingen im April 1933 zunächst nach Paris, bezogen ein Atelier in der Cité Fleurie und verkehrten in den Kreisen um André Gide und Jean Cocteau.
1936 zog das Ehepaar weiter nach London und eröffnete ein Atelier in West Hampstead. Hamann wurde Gründungsmitglied der Free German League of Culture (FDKB) und Mitglied des Hampstead Arts Council. Er schloss Freundschaft mit Ewan Philipps, der nach Kriegsende Kulturoffizier im von der britischen Besatzungsmacht regierten Hamburg wurde.
1940 wurde Paul Hamann – wie viele deutsche Flüchtlinge – in das Hutchinson Internment Camp, ein Internierungslager auf der Isle of Man verbracht. Er traf dort unter anderem die Maler Kurt Schwitters und Erich Kahn. Aus Deutschland hörte er, dass sein Bauernhaus in Worpswede enteignet worden war. Nach seiner Entlassung 1941 trennten sich die Eheleute Hamann – beide arbeiteten aber später wieder an gemeinsamen Projekten. Paul Hamann gründete in London eine private Kunstschule, das Camden Art Centre, das vor allem von deutschen Flüchtlingen besucht wurde.

## Nach dem Krieg
1950 erwarb Paul Hamann die britische Staatsbürgerschaft. Von 1953 an besuchte er mehrmals seine Heimatstadt Hamburg und versuchte vergeblich, als Dozent an der Landeskunstschule zu arbeiten. Vergeblich auch das Bemühen, sein beschlagnahmtes Bauernhaus in Worpswede wieder zu erlangen. Die Hansestadt Hamburg sprach ihm eine lebenslange Rente zu.
Gegen Ende seines Schaffens war seine Galerie der Lebendmasken auf 96 Arbeiten angewachsen, darunter Porträts von Bertolt Brecht, Gustaf Gründgens, Jean Cocteau, Aldous Huxley, Man Ray, Renée Sintenis, Lady Churchill und Lion Feuchtwanger. Vier seiner Porträtbüsten stehen heute in der Londoner Nationalgallery, die Lion-Feuchtwanger-Büste fand ihren Platz in der Villa Aurora in Los Angeles. Weitere Werke werden in der Berliner Nationalgalerie, der Hamburger Kunsthalle (unter anderem die Brecht-Büste), im Museum für Hamburgische Geschichte und dem Museum für Kunst und Gewerbe verwahrt. Paul Hamann starb 1973 in London.